# Panamerikanska spelen 2003
Panamerikanska spelen 2003 hölls i Santo Domingo, Dominikanska republiken 1–17 augusti 2007. Ortens framgångsrika ansökan gjordes i mitten av 1990-talet, då Dominikanska republikens ekonomi var en av Latinamerikas snabbast växande.
Alla 42 medlemmar i den panamerikanska sportorganisationen och 6 748 idrottare var anmälda som deltagare. Utöver de tävlande var 2 425 tränare och delegater anmälda. 
USA svarade för de flesta anmälningarna, 713 tävlande; Saint Lucia hade anmält den minsta truppen med 6 deltagare. Dominikanska republiken hade 562 deltagare.

## Höjdpunkter

### Invigningssceremonin
Spelen öppnades på den nya olympiska anläggningen inför cirka 18 000 åskådare. I uppvisningen deltog 10 000 aktiva, vissa av dem utklädda för att likna Dominikanska republikens karnevaler. 
De lokala basebollspelarna Juan Marichal och Pedro Martínez deltog och avslutade fackelstafetten tillsammans med Luis Pujols, kusin till San Francisco Giants coach med samma namn, klädda i Dominikanska republikens basebollutrustning, svingande ett basebollträ mot en boll på toppen av en miniflagga. 
Dominikanska republikens president Hipólito Mejía var närvarande vid ceremonin, liksom Pan American Sports Organizations president Mario Vázquez Raña och New York Citys borgmästare Michael Bloomberg.

### Budget och anläggningar
Dominikanska republiken hade satsat minst 175 miljoner $. Två olympiska parker byggdes, och jobbarna fick arbeta till invigningsceremonin på grund av förseningar i bygget, strömavbrott och att anläggningarnas säkerhet var ifrågasatt. 
Trots vissa anläggningsproblem (ett lag kunde inte duscha då de aktivas by saknade vatten, lag saknade tennisbollar och handdukar), Den amerikanske lagledaren Roland Betts gav ändå bra kritik. Andra aktiva höll med om att det fanns problem med anläggningarna men att de hade minskat under spelens gång.
- Map of Olympic park
- Map of East venues

### Kontroverser och lokal reaktion
Ett flertal protestmarscher hölls, men under spelen var de förbjudna i staden. Dominikanska republikens invånare gladde sig dock åt spelen och firade nationella utövare som Félix Sánchez då han vann herrarnas 400 meter häck och noterade panamerikanskt rekord. 
Samtidigt som man berömde de förstklassiga anordningarna klandrades de mycket stora överskridandena av beräknade kostnader, de höga lönerna till organisatörerna och framfördes bekymmer för Dominikanska republikens förmåga att klara verksamheten vid tävlingsplatserna efter spelen. Spelen fick dock betyget "ett av de bästa som genomförts i spelens historia. Dominikanska republiken var en framgångsrik värd för spelen - de här spelen som för alltid kommer att minnas". 

## Medaljtabell
| Ranking | Land                    | Guld | Silver | Brons | Totalt |
| ------- | ----------------------- | ---- | ------ | ----- | ------ |
| 1       | USA                     | 117  | 80     | 73    | 270    |
| 2       | Kuba                    | 72   | 41     | 39    | 152    |
| 3       | Kanada                  | 29   | 57     | 42    | 128    |
| 4       | Brasilien               | 29   | 40     | 54    | 123    |
| 5       | Mexiko                  | 20   | 27     | 32    | 79     |
| 6       | Venezuela               | 16   | 21     | 27    | 64     |
| 7       | Argentina               | 16   | 20     | 27    | 63     |
| 8       | Colombia                | 11   | 8      | 24    | 43     |
| 9       | Dominikanska republiken | 10   | 12     | 19    | 41     |
| 10      | Jamaica                 | 5    | 2      | 6     | 13     |

## Sporter
Vid spelen återkom vattenskidåkning, som under en period varit struken från programmet.

### Fotnoter
1. 1 2 3  Games Lift Spirits in Santo Domingo
2. ↑  41 Countries and 6,748 Athletes Pre-Registered in Pan Am 2003 Arkiverad 6 november 2007 hämtat från the Wayback Machine.
3. ↑  The most costly Pan Am Games ever Arkiverad 31 oktober 2007 hämtat från the Wayback Machine.
4. ↑  Setting sites for the Dominican Republic